# Rudas gyógyfürdő
Rudas gyógyfürdő – kąpielisko w Budapeszcie, którego częścią jest łaźnia (ilidża lub kaplidża) zachowana z czasów tureckiej okupacji. 

## Położenie
Kąpielisko Rudas znajduje się u stóp budańskiego przyczółka mostu Elżbiety pod adresem: Döbrentei tér 9.

## Nazwa
W czasach tureckich nazywano je "Łaźnią z zieloną kolumną" (tur.: yeşil direkli ılıca),  ponieważ jedna z kolumn podtrzymujących sklepienie nad basenem była koloru zielonego. Opinie badaczy na temat powstania węgierskiej nazwy są podzielone. Część uważa, że nazwa Rudas pochodzi od żerdzi (węg. rúd) używanych na promie przewożącym gości kąpieliska z Pesztu. Inni widzą południowosłowiańską etymologię nazwy w słowie ruda (węg. kopalnia).  

## Historia
Nie jest do końca wyjaśnione, czy na miejscu kąpieliska Rudas przed czasami tureckimi działała jakaś łaźnia. Przed okupacją turecką działka  była własnością biskupa z Kalocsy. W pobliżu kąpieliska stał kościół Św. Gellerta, którego fundamenty wraz z fundamentami basenu odkryto w 1937 r. Przypuszczalnie pierwotną łaźnię wyremontował budziński pasza Ali ok. 1556 r., a odbudował Mustafa Sokoli. Evliya Çelebi szczegółowo opisuje łaźnię w dzienniku podróży:

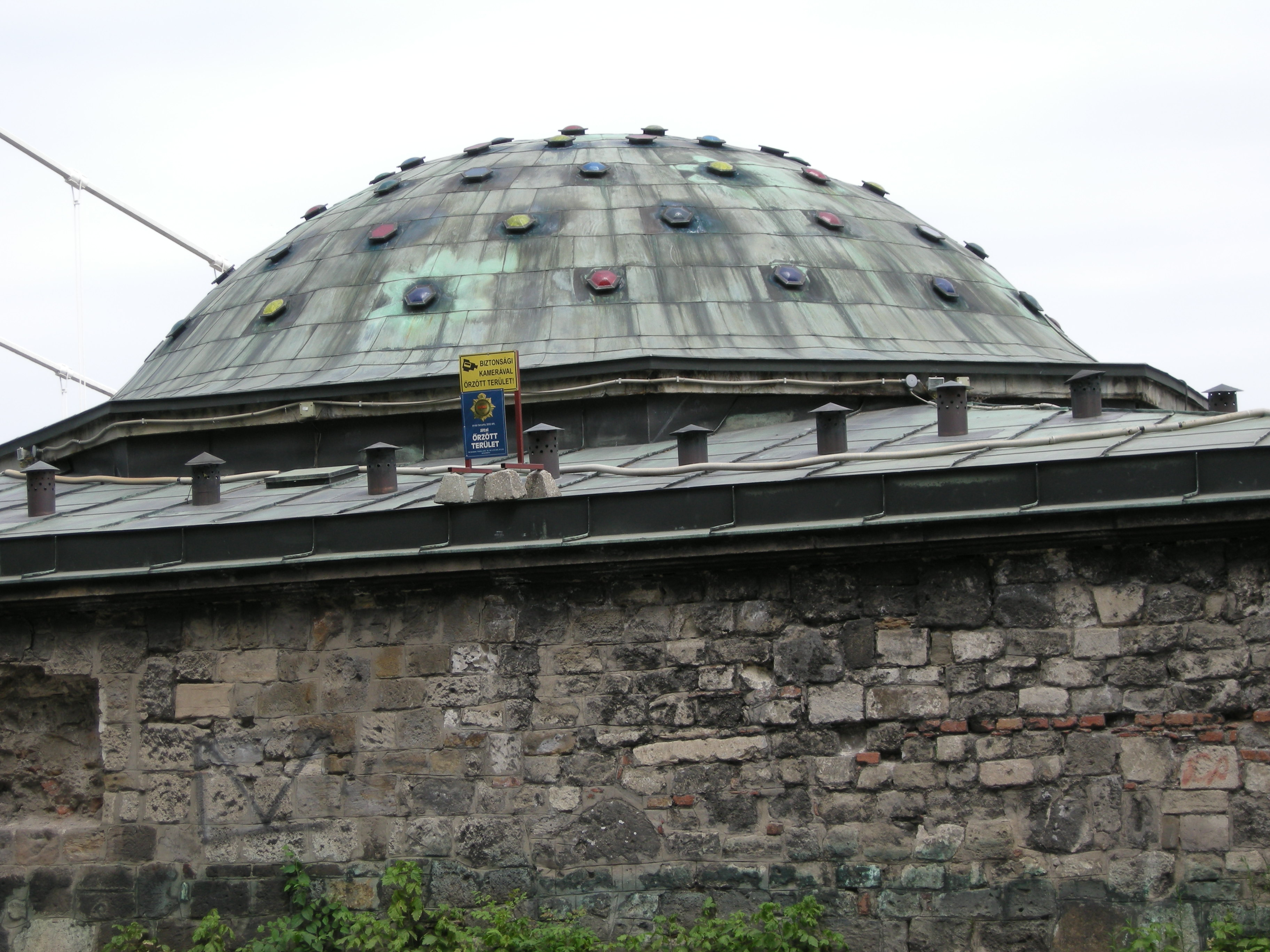
Kopuła kąpieliska Rudas

Opis termalnej łaźni z zieloną kolumną: (...) Dookoła dużego basenu pod ośmioma łukami było dziewięć basenów do kąpieli rytualnych. Byli tam też czarujący, czyści i nienaganni masażyści, którzy swoje białe ciała owijali w ręczniki w kolorze indygo. Byli do dyspozycji kąpiących się i myli ich w kabinach, zgodnie z życzeniami. Woda w tych termach jest umiarkowanie ciepła. (...). Poza ścianami szatni wybudowana jest na planie kwadratu, na której leży, pokryta gontem, szeroka, olbrzymia kopuła, pod którą zmieściłoby się nawet tysiąc muzułmańskich wojowników.
Po odbiciu Budy, kamera królewska podarowała łaźnię miastu. Najemcy rozbudowali budynek w 1794 lub 1804 r. W XIX w. Rudas stał się centrum życia towarzyskiego, a na dziedzińcu grała orkiestra. W latach 1831–32 przebudowano łaźnię na podstawie projektu Józsefa Dankó. Jej klasycystyczny budynek uległ zniszczeniu w 1944 r. W 1866 r. budynek przebudowano ponownie, a potem miasto Buda wzięło instytucją pod swój zarząd. Jednym z pierwszych zarządzeń był zakaz kąpieli koedukacyjnych. W 1896 r. łaźnię turecką połączono z wybudowaną wtedy łaźnią parową. W 1876 r. również przebudowano łaźnię na podstawie projektu Miklósa Ybla i powiększono skrzydło Józsefa Dankó. W 1896 r. otwarto basen pływacki, który był używany tylko w miesiącach letnich, poza tym, w miesiącach zimowych, ruch był bardzo słaby. W czasie I wojny światowej ruch był tak duży, że rozważano otwarcie w godzinach nocnych. 
W 1933 r. uznano Rudasa za kąpielisko lecznicze. W 1936 r. zaprzestano działalności łaźni parowej dla kobiet, ponieważ w dni dla kobiet (3 popołudnia w tygodniu) było zaledwie 20-30 gości, podczas gdy w „męskie dni” więcej niż 120. Do 1930 r. basen mógł być używany przez kobiety i mężczyzn na przemian. 
Budynek Rudasa podczas II wojny światowej został mocno uszkodzony. W latach 1951–52 odbudowano go według projektu Györgya Tőkésa. W 1954 r. uruchomiono 28-łóżkowy oddział szpitalny. Pijalnię oddano do użytku w 1965 r., a w 1986 r. basen pływacki według planu Tamása Tótha. W 2012 r. zmodernizowano halę recepcyjną oraz odrestaurowano elewację budynku.

## Budynek
Budynek kąpieliska na swojej długości składa się z 3 części: w południowej działała wcześniej rozlewnia, a w 2014 r. przebudowano ją kompletnie na centrum wellness. Na południowym końcu dachu znajduje się basen pod gołym niebem, z którego goście mogą obserwować nabrzeże i ruch na Dunaju. Na północ do niego jest budynek basenu, a na północnym skraju natomiast znajduje się zbudowany w tureckich czasach budynek łaźni pokryty kopułą. Między turecką łaźnią a pływalnią znajduje się hala recepcyjna, którą kompletnie odnowiono w 2012 r. 

## Baseny, sauny, łaźnia parowa
Rudas ze swoim krytym basenem dysponuje najcieplejszą (29 °C) pływalnią Budapesztu z wodą leczniczą. Basen jest podzielony na dwie części, węższy pas jest przeznaczony dla pływających żabką. W hali tej jest również sauna.
W osobnej części budynku znajduje się łaźnia parowa. Tu jest najcieplejszy basen Budapesztu z leczniczą wodą (42 °C). W łaźni parowej są też dalsze baseny z ciepłą (30, 33, 36 °C), letnią (28 °C) i zimną (16 °C) wodą (w głębokim basenie do zanurzania). 

## Wody lecznicze kąpieliska
W pobliżu kąpieliska Rudas znajduje się 21 źródeł termalnych. Największe z nich to Árpád I., II., III., Beatrix, Mátyás, Gül Baba, Török, Kossuth, Kara Musztafa i Rákóczi oraz Hygieia i Diána (ostatnie dwa służą zasadniczo do zasilania pływalni). W pijalni pija się wody ze źródeł Attila i Juventus. Odwierty do źródeł i ich analizę wykonał na początku XX w. Gyula Weselszky.
Radioaktywna woda termalna zawiera sód, wodorowęglany wapnia i magnezu oraz siarczany, a zawartość jonów fluorkowych jest znaczna. Kąpiele zalecane są dla osób zmagających się z chorobami zwyrodnieniowymi stawów, zapaleniem stawów, dyskopatią, nerwobólami i niedoborami wapnia w systemie kostno-szkieletowym.

## Elektroniczny system rozliczania
Na kąpielisku Rudas działa elektroniczny system rozliczania. W naręcznym "zegarku" znajduje się czip, mogący pomieścić różne informacje. Mogą być one wyświetlane na różnych czytnikach. Na umieszczonych w wielu miejscach czytnikach oznaczonych piktogramem wieszaka, można np. się dowiedzieć, w której szafce lub kabinie zostawiło się ubranie. Jeśli na przykład gość kupi wejściówkę z szafką, to dotykając do gałki szafki z numerem lub drzwi kabiny, rezerwuje ją dla siebie i tylko on może ją otworzyć i zamknąć swoim zegarkiem. 

## Galeria

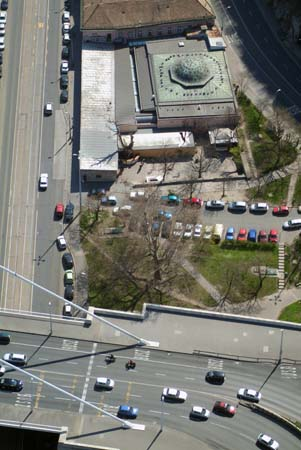
Kąpielisko na lotniczych fotografiach
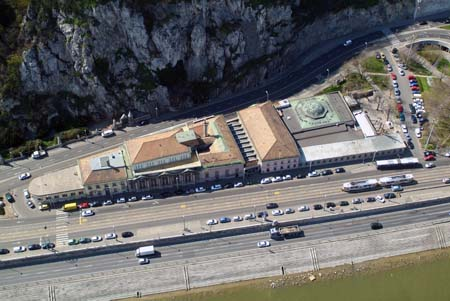
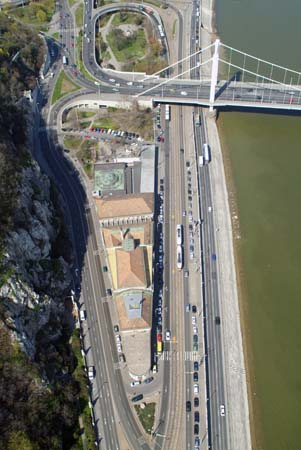